# کرئولا (آلاباما)
کرئولا (به انگلیسی: Creola) شهری در شهرستان موبایل ایالت آلاباما است که مساحت آن ۳۹٫۲۵ کیلومتر مربع است و در سرشماری سال ۲۰۱۰ میلادی، ۱٬۹۲۶ نفر جمعیت داشته و تراکم جمعیتی آن، ۴۹٫۰۷ نفر در هر کیلومتر مربع بوده است.